# Divine Naah
Divine Naah (Obuasi, 20 aprile 1996) è un calciatore ghanese, centrocampista del Kauno Žalgiris.

## Caratteristiche tecniche
Naah è un centrocampista offensivo tecnicamente dotato, bravo nell'ultimo passaggio e nel dribbling.

## Carriera

### Club
Naah ha giocato nella Right to Dream Academy dal 2007 al 2014, nel natio Ghana. Nel 2013, è stato nominato miglior giocatore dell'accademia. Ha disputato diversi tornei giovanili, tra cui la Gothia Cup in Svezia. A luglio 2014 è stato ingaggiato dal Manchester City, con cui ha firmato un contratto professionistico: come da accordi, sarebbe stato ceduto in prestito col fine di ottenere un permesso di lavoro valido per l'Inghilterra.
Subito dopo essere stato messo sotto contratto dai Citizens, è stato ceduto in prestito allo Strømsgodset. Già nell'inverno precedente, era stato in prova alla formazione norvegese. Ha debuttato nell'Eliteserien in data 20 settembre 2014, sostituendo Iver Fossum nei minuti finali della sfida vinta per 0-4 sul campo del Bodø/Glimt.
Il 1º febbraio 2015, gli olandesi del NAC Breda hanno comunicato sul loro sito internet d'aver ingaggiato Naah con la formula del prestito, valido per i successivi 18 mesi. Il 28 febbraio ha debuttato nell'Eredivisie, subentrando a Gill Swerts nel pareggio per 1-1 sul campo del Twente. Il 25 maggio ha segnato la prima rete in squadra, nel corso della Nacompetitie, contribuendo al successo per 3-0 sul VVV-Venlo. Al termine dell'annata, il NAC Breda è retrocesso in Eerste Divisie. Come previsto, Naah è rimasto in squadra per un'ulteriore stagione e ha contribuito all'immediato ritorno del club in Eredivisie grazie alle sue 29 presenze e 3 reti tra campionato e Nacompetitie.
Il 29 luglio 2016, i danesi del Nordsjælland hanno confermato d'aver ingaggiato Naah con la formula del prestito. Ha esordito in Superligaen in data 18 settembre, schierato titolare nella sconfitta casalinga per 2-3 contro il SønderjyskE. Il 31 gennaio 2017, il prestito è stato anticipatamente interrotto. In questa porzione di stagione in squadra, ha totalizzato 6 presenze ed una rete, tra campionato e coppa.
Il 23 febbraio 2017, Naah è passato agli svedesi dell'Örebro, sempre con la formula del prestito. Il 27 luglio successivo ha fatto ritorno al Manchester City per fine prestito.
Il 31 gennaio 2018, Naah è passato al Tubize con la formula del prestito.

## Statistiche

### Presenze e reti nei club
Statistiche aggiornate al 12 settembre 2020.
| Stagione         | Club             | Campionato       | Campionato | Campionato | Coppe nazionali | Coppe nazionali | Coppe nazionali | Coppe continentali | Coppe continentali | Coppe continentali | Supercoppe | Supercoppe | Supercoppe | Totale | Totale |
| Stagione         | Club             | Comp             | Pres       | Reti       | Comp            | Pres            | Reti            | Comp               | Pres               | Reti               | Comp       | Pres       | Reti       | Pres   | Reti   |
| ---------------- | ---------------- | ---------------- | ---------- | ---------- | --------------- | --------------- | --------------- | ------------------ | ------------------ | ------------------ | ---------- | ---------- | ---------- | ------ | ------ |
| lug.-dic. 2014   | Strømsgodset     | ES               | 1          | 0          | CN              | 0               | 0               | UCL                | -                  | -                  | -          | -          | -          | 1      | 0      |
| feb.-giu. 2015   | NAC Breda        | ED               | 9+4        | 0+1        | CO              | -               | -               | -                  | -                  | -                  | -          | -          | -          | 13     | 1      |
| 2015-2016        | NAC Breda        | 1D               | 25+4       | 2+1        | CO              | 0               | 0               | -                  | -                  | -                  | -          | -          | -          | 29     | 3      |
| Totale NAC Breda | Totale NAC Breda | Totale NAC Breda | 34+8       | 2+2        |                 | 0               | 0               |                    | -                  | -                  |            | -          | -          | 42     | 4      |
| 2016-gen. 2017   | Nordsjælland     | SL               | 5          | 0          | CD              | 1               | 1               | -                  | -                  | -                  | -          | -          | -          | 6      | 1      |
| feb.-lug. 2017   | Örebro           | A                | 13         | 0          | CS              | 0               | 0               | -                  | -                  | -                  | -          | -          | -          | 13     | 0      |
| gen.-giu. 2018   | Tubize           | D2               | 9          | 0          | CB              | -               | -               | -                  | -                  | -                  | -          | -          | -          | 9      | 0      |
| 2018-2019        | Tubize           | D2               | 24         | 1          | CB              | 2               | 2               | -                  | -                  | -                  | -          | -          | -          | 26     | 1      |
| Totale Tubize    | Totale Tubize    | Totale Tubize    | 33         | 1          |                 | 2               | 2               |                    | -                  | -                  |            | -          | -          | 35     | 3      |
| 2019-2020        | Hapoel Ra'anana  | LhA              | 19         | 0          | CI+CT           | 2+5             | 1+0             | -                  | -                  | -                  | -          | -          | -          | 26     | 1      |
| Totale           | Totale           | Totale           | 105+8      | 3+2        |                 | 10              | 4               |                    | -                  | -                  |            | -          | -          | 123    | 9      |